# Kristy Ellem
Kristy Ellem es una deportista australiana que compitió en natación.
Ganó tres medallas en el Campeonato Mundial de Natación en Piscina Corta de 1997, oro en 100 m braza y 200 m braza y bronce en 4 × 200 m libre.

## Palmarés internacional
| Campeonato Mundial en Piscina Corta | Campeonato Mundial en Piscina Corta | Campeonato Mundial en Piscina Corta | Campeonato Mundial en Piscina Corta |
| Año                                 | Lugar                               | Medalla                             | Prueba                              |
| ----------------------------------- | ----------------------------------- | ----------------------------------- | ----------------------------------- |
| 1997                                | Gotemburgo (Suecia)                 | Medalla de oro                      | 100 m braza                         |
| 1997                                | Gotemburgo (Suecia)                 | Medalla de oro                      | 200 m braza                         |
| 1997                                | Gotemburgo (Suecia)                 | Medalla de bronce                   | 4 × 200 m libre                     |